# Lubna bint Hajar
Lubna bint Hajar byla manželka Abdula Muttaliba, dědečka islámského proroka Mohameda, a matka Abu Lahaba.
Její otce Hadžár ibn Abdmanaf pocházel z kmene Khuza'ah. Její matka Hind bint 'Amr pocházela z klanu Taym z kmene Kurajšovců, byla tedy příbuznou Abú Bakra. Přes svou babičku z matčiny strany byla sestřenicí přes koleno islámského proroka Mohameda.
Z manželství s Abdulem Muttalibem měla Lubna syna Abu Lahaba. Podle islámských historiků byla Lubna známá pod přezdívkou al-Samajij, což značilo, že nebyla příliš krásná a ani chytrá.